# Audioeditor

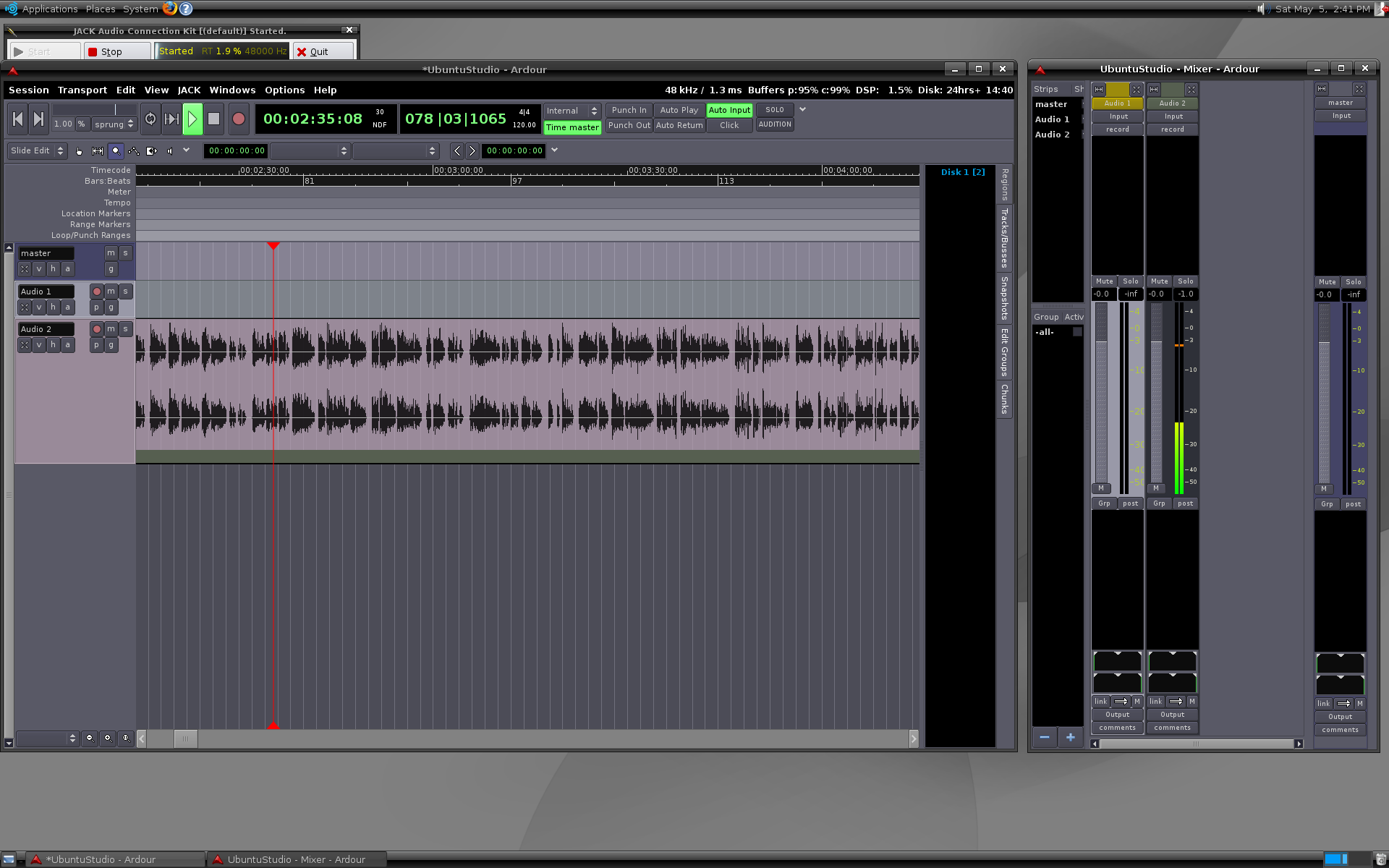
Audioeditor von Ubuntu Studio

Audioeditoren sind Anwendungsprogramme, mit denen man Audiosignale bearbeiten und wiedergeben kann. Meist kann auch ein Audiosignal über Soundkarten bzw. angeschlossene Schnittstellen aufgenommen werden.

## Funktion
Audioeditoren können Audiodateien von Speichermedien (Festplatten, optische Datenträger, Speicherkarten, USB-Sticks usw.) in den vom Audioeditor unterstützten Audioformaten gelesen, wiedergegeben, bearbeitet, analysiert und konvertiert werden (abhängig vom jeweiligen Funktionsumfang). Sie sind daher sehr hilfreich bei der Tongestaltung.
Professionelle Programme kommen einem virtuellen Tonstudio mit vielfältigen Bearbeitungsmöglichkeiten nahe, wie dem Versehen mit Effekten und Filtern, der Änderung von Tonhöhe, Lautstärke und Geschwindigkeit sowie Mastering-Funktionen, zum Beispiel dem Komprimieren mittels eines Kompressors. Außerdem ermöglichen manche das Brennen von CDs und DVDs.
Nicht zu verwechseln sind Audioeditoren mit den Software-Sequenzern, in denen man die bereits bearbeiteten Sounds in Spuren (englisch „Tracks“) organisieren und so ein Musikstück arrangieren kann. Meist sind allerdings in Sequenzern auch einfache Audioeditor-Funktionen integriert.
Wegen des günstigen Preis-Leistungs-Verhältnisses im Vergleich zu herkömmlichen Bearbeitungsmöglichkeiten in Tonstudios wurden Audioeditoren früher vorwiegend im Hobbybereich (Homerecording) und im semiprofessionellen Bereich eingesetzt. Seit etwa 1995 erschließen sie wegen ihrer einfachen Bedienbarkeit und ihrer ständig steigenden Qualität auch den professionellen Bereich.
Zu den Profimusikern, die mit Audioeditoren arbeiten, gehören Rick Wakeman von Yes, Bobby Kimball von Toto und Mike Oldfield.

## Audioeditoren im Vergleich
| Name                          | Ersteller                                  | Linux? | Mac OS X? | Unix? | Windows? | Ist freie Software? | Notiz |
| ----------------------------- | ------------------------------------------ | ------ | --------- | ----- | -------- | ------------------- | --- |
| Acoustica                     | Acon Digital                               | nein   | ja        | nein  | ja       | nein                | |
| Amadeus Pro                   | HairerSoft                                 | nein   | ja        | nein  | nein     | nein                | |
| Ardour                        | Paul Davis                                 | ja     | ja        | ja    | ja       | ja                  | mehrspurige Audioaufnahme |
| Audacity                      | Dominic Mazzoni                            | ja     | ja        | ja    | ja       | ja                  | |
| Audiobook Cutter Free Edition |                                            | nein   | nein      | nein  | ja       | ja                  | MP3-Hörbuch-Aufteilung |
| Audio Dementia                | Holladay Audio                             | nein   | nein      | nein  | ja       | nein                | |
| Audition                      | Adobe Inc.                                 | nein   | ja        | nein  | ja       | nein                | Hieß früher CoolEdit (Pro) und läuft seit Version CS 5.5 auch auf dem Mac                                                                                |
| BIAS Peak Studio              | BIAS                                       | nein   | ja        | nein  | nein     | nein                | |
| Cubase                        | Steinberg                                  | nein   | ja        | nein  | ja       | nein                | |
| Creative WaveStudio           | Creative Technology                        | nein   | nein      | nein  | ja       | nein                | liegt Creative-Soundkarten bei |
| Diamond Cut                   | EnhancedAudio Inc.                         | nein   | nein      | nein  | ja       | nein                | Audiorestaurierung |
| Ecasound                      | Kai Vehmanen                               | ja     | ja        | ja    | nein     | ja                  | Audioaufnahme |
| Freecycle                     |                                            | ja     | nein      |       | nein     | ja                  | beat slicer |
| Fast Edit                     | Minnetonka Audio                           | nein   | nein      | nein  | ja       | nein                | |
| Fission                       | Rogue Amoeba                               | nein   | ja        | nein  | nein     | nein                | |
| FlexiMusic Wave Editor        | FlexiMusic                                 | nein   | nein      | nein  | ja       | nein                | kann mit großen Audiodateien umgehen, kann Spezialeffekte wie: Überblendung, equalize, Echo, reverb und einige mehr                                      |
| GoldWave                      | GoldWave Inc.                              | nein   | nein      | nein  | ja       | nein                | |
| Hindenburg Journalist         | Hindenburg Systems                         | nein   | ja        | nein  | ja       | nein                | speziell auf die Bedürfnisse von Radioreportern ausgerichtet                                                                                             |
| Jokosher                      | Jokosher community                         | ja     | nein      | ja    | ja       | ja                  | mehrspuriger Audio-Editor |
| Linux MultiMedia Studio       | Tobias Doerffel                            | ja     | ja        | ja    | ja       | ja                  | Wurde entwickelt, um Cubase-artige Software zu ersetzen (DAW)                                                                                            |
| Logic                         | Apple                                      | nein   | ja        | nein  | nein     | nein                | Pro-Mac-OS-X-DAW |
| Magix Music Maker             | Magix                                      | nein   | nein      | nein  | ja       | nein                | für Amateure geeignete Aufnahmesoftware, kostenlose 30-Tage-Version verfügbar.                                                                           |
| Media Digitalizer             | Digitope                                   | nein   | nein      | nein  | ja       | nein                | Entwickelt, um analoge Medien (Kompaktkassetten, Schallplatte) zu digitalisieren.                                                                        |
| mp3DirectCut                  |                                            | nein   | nein      |       | ja       | ja                  | verlustfreie MP3-Bearbeitung |
| MP3 Stream Editor             | 3delite                                    | nein   | nein      | nein  | ja       | nein                | nicht-destruktiver Audio-Editor |
| MusE                          |                                            | ja     | nein      |       | nein     | ja                  | MIDI-Sequenzer |
| MuLab                         | MuTools                                    | nein   | ja        | nein  | ja       | nein                | Mehrspuriger Audio-Editor und MIDI-Sequenzer |
| n-Track Studio                | FASoft                                     | nein   | nein      | nein  | ja       | nein                | |
| NU-Tech                       | Leaff Engineering                          | nein   | nein      | nein  | ja       | nein                | Kostenloses SDK erhältlich |
| ocenaudio                     | ocenaudio, ursprünglich Uni Santa Catarina | ja     | ja        | ja    | ja       | nein                | Echtzeitvorschau für Effekte, gleichzeitiges Bearbeiten mehrerer Selektionen, unterstützt VST-Plugins, Spektrogramm, auch bei großen Dateien sehr stabil |
| Pro Tools                     | Avid                                       | nein   | ja        | nein  | ja       | nein                | Professioneller Audio-Editor, Mastering-System |
| Pyramix                       | Merging Technologies                       | nein   | nein      | nein  | ja       | nein                | DSP-basierte und native Version |
| Qtractor                      |                                            | ja     | nein      |       | nein     | ja                  | Ein nicht-destruktives mehrspuriges Audio- und MIDI-Bearbeitungssystem (DAW)                                                                             |
| QuickAudio                    | Sion Software                              | nein   | nein      | nein  | ja       | nein                | |
| Reaper                        | Cockos Inc.                                | ja     | ja        | nein  | ja       | nein                | Mehrspuriger Audio-Editor |
| ReZound                       | Davy Durham                                | ja     | nein      | nein  | nein     | ja                  | Graphischer Audiodatei-Editor |
| Rosegarden                    |                                            | ja     | nein      |       | nein     | ja                  | MIDI-Sequenzer und Mehrspur-Rekorder |
| SADiE                         | SADiE                                      | nein   | nein      | nein  | ja       | nein                | nicht-destruktiver Mehrspur-Audio-Editor, vorrangig für Rundfunk                                                                                         |
| Sample Wrench                 | dissidents                                 | nein   | nein      | nein  | ja       | nein                | Audio-Editor/-Analysator mit MIDI-Übertragung |
| Samplitude                    | Magix                                      | nein   | nein      | nein  | ja       | nein                | Professioneller Audio-Editor, Mastering-System |
| Sequoia                       | Magix                                      | nein   | nein      | nein  | ja       | nein                | Professioneller Audio-Editor, Mastering-System |
| Snd                           |                                            | ja     | ja        |       | nein     | ja                  | Audio-Editor |
| SndBite                       | Bill Poser                                 | ja     | ja        | ja    | ja       | ja                  | Editor zum kleinteiligen Zerschneiden einer Aufnahme. |
| Sound Forge                   | Sony                                       | nein   | ja        | nein  | ja       | nein                | Ehemals von Sonic Foundry |
| Soundbooth                    | Adobe Inc.                                 | nein   | ja        | nein  | ja       | nein                | Intel-only, wird seit CS5.5 durch Adobe Audition ersetzt!                                                                                                |
| Soundscape 32                 | Solid State Logic                          | nein   | nein      | nein  | ja       | nein                | DSP-basierte Version – ehemals von Soundscape Digital Techneinlogy                                                                                       |
| SoX                           | Chris Bagwell                              | ja     | ja        | ja    | ja       | ja                  | mehrspurige Audio-Be- und Verarbeitungssoftware für die Kommandozeile                                                                                    |
| Sweep                         | Conrad Parker                              | ja     | nein      | ja    | nein     | ja                  | |
| Total Recorder                | HighCriteria                               | nein   | nein      | nein  | ja       | nein                | Kostenloses Ausprobieren möglich |
| Traverso DAW                  |                                            | ja     | ja        |       | ja       | ja                  | mehrspurige Audio-Aufnahme/-Bearbeitung/-Mischung |
| WaveLab                       | Steinberg                                  | nein   | ja        | nein  | ja       | nein                | für Mac OS X v10.6 ab WaveLab 7.0 verfügbar |
| Wavosaur                      | Wavosaur Team                              | nein   | nein      | nein  | ja       | nein                | Freeware-Version verfügbar |
| WavePad                       | NCH Software                               | nein   | ja        | nein  | ja       | nein                | Freeware-Version verfügbar |
| WaveSurfer                    | Centre for Speech Technology at KTH        | ja     | ja        | ja    | ja       | ja                  | |
| XO Wave                       | XO Audio                                   | ja     | ja        | nein  | nein     | nein                | |
| Name                          | Ersteller                                  | Linux? | Mac OS X? | Unix? | Windows? | Ist freie Software? | Notiz |